# Kimberlyn Duncan
Kimberlyn Duncan, née le 2 août 1991 à Katy, Texas, est une athlète américaine, spécialiste du sprint.

## Biographie
Elle réalise la meilleure performance mondiale de la saison sur 200 m en s'imposant en 22 s 19 (vent : +1,9 m/s), jeudi 7 juin 2012 à Des Moines lors de la 2e journée des Championnats universitaire en séries du 200 mètres. Inscrite à l'Université de Louisiana State, elle possédait déjà la précédente MPMA de la saison, en 22 s 22, depuis le 26 mai.

## Palmarès
| Date | Compétition               | Lieu    | Résultat | Épreuve   | Temps         |
| ---- | ------------------------- | ------- | -------- | --------- | ------------- |
| 2014 | Relais mondiaux de l'IAAF | Nassau  | 1re      | 4 × 200 m | 1 min 29 s 45 |
| 2015 | Relais mondiaux de l'IAAF | Nassau  | 2e       | 4 × 100 m | 42 s 32       |
| 2015 | Relais mondiaux de l'IAAF | Nassau  | finale   | 4 x 200 m | DNF           |
| 2017 | Championnats du monde     | Londres | 6e       | 200 m     | 22 s 59       |

## Records
| Épreuve    | Performance        | Lieu        | Date        |
| ---------- | ------------------ | ----------- | ----------- |
| 100 mètres | 10 s 96 (+1,9 m/s) | Baton Rouge | 13 mai 2012 |
| 200 mètres | 22 s 19 (+1,9 m/s) | Des Moines  | 7 juin 2012 |

| Épreuve    | Performance | Lieu         | Date            |
| ---------- | ----------- | ------------ | --------------- |
| 60 mètres  | 7 s 26      | Fayetteville | 10 février 2012 |
| 200 mètres | 22 s 74     | Nampa        | 9 mars 2012     |